# 足立友
足立 友（あだち とも、1980年4月27日 - ）は、日本の女性声優。大分県出身。

## 人物
以前は賢プロダクションに所属していた。勝田声優学院第18期卒業生。資格は調理師、栄養士の免許を持っている。

## 出演
太字はメインキャラクター。

### テレビアニメ
2005年
- IZUMO -猛き剣の閃記-（リン）
- 強殖装甲ガイバー（多賀なつき）
- クレヨンしんちゃん（2005年 - 2021年、女性、子供、女の子、少年、小学生のひろし 他）
- こてんこてんこ（母）

2006年
- 格闘美神 武龍 REBIRTH（望）
- ケモノヅメ
- ザ・サード 〜蒼い瞳の少女〜（子供）
- 砂沙美 魔法少女クラブ（女子A）
- 天保異聞 妖奇士（2006年 - 2007年、女1、新造4、遊女）
- NANA（女B）
- パンプキン・シザーズ（ディーター、赤子）
- 錬金3級 まじかる?ぽか〜ん（レポーター、仲居さん）

2007年
- Venus Versus Virus（しず）
- おおきく振りかぶって（涼音の母 他）
- がくえんゆーとぴあ まなびストレート!（教師）
- 機動戦士ガンダム00（キャスター）
- 彩雲国物語（第二シーズン）（玉華）
- ドージンワーク（京子、子供）
- 魔人探偵脳噛ネウロ（下瀬唯）
- 神曲奏界ポリフォニカ（先生）

2008年
- ARIA The ORIGINATION（女性客B）
- カイバ
- 黒執事（侍女、子供A）
- ケロロ軍曹（母親）
- 屍姫 赫（レポーター）
- シゴフミ（女子生徒）
- To LOVEる -とらぶる-（リポーター）
- 忍たま乱太郎（2008年 - 2011年、時友四郎兵衛〈初代〉、忍たま）
- のらみみ（回想の少女）
- はたらキッズ マイハム組（フミ）
- マクロスF（オペレーター、ダンサー）
- モノクローム・ファクター（メイド）

2009年
- かなめも
- 銀魂（2009年 - 2011年、地雷亜の妹、客A、遊女、五月） - 2シリーズ
- クイーンズブレイド 玉座を継ぐ者（暗殺団）
- 鋼殻のレギオス（秘書）
- ご姉弟物語（2009年 - 2010年、なおちゃん、目黒、子分A、園児A、主婦）
- 東のエデン（女性社員）
- とある科学の超電磁砲（2009年 - 2013年、少年） - 2シリーズ
- 乃木坂春香の秘密 ぴゅあれっつぁ♪（女の子B、女生徒C）
- メタルファイト ベイブレード（受付嬢）

2010年
- のだめカンタービレ フィナーレ（桃平沙夜子）
- スティッチ! 〜ずっと最高のトモダチ〜（女の子B）
- 聖痕のクェイサー（教師、担任教師）
- ドラえもん（テレビ朝日版第2期）（2010年 - 2012年、女の子A、女の子、女子生徒）
- ハートキャッチプリキュア!（女子生徒、熊沢あゆみ、黒田るみこ、少女、母親、原野千鶴子）
- HEROMAN（お母さん）
- 名探偵コナン（2010年 - 2013年、店員、志村幸子）
- 四畳半神話大系（店員）

2012年
- ダンボール戦機W（シャーリー）
- リトル・チャロ〜東北編〜（マツミ）

2013年
- ポケットモンスター XY（ソフィー〈初代〉）

### 劇場アニメ
2006年
- クレヨンしんちゃん 伝説を呼ぶ 踊れ!アミーゴ!（園児B）

2007年
- ベクシル 2077日本鎖国

2009年
- 映画 フレッシュプリキュア! おもちゃの国は秘密がいっぱい!?（店員）
- クレヨンしんちゃん オタケベ!カスカベ野生王国（SKBEガールズ）
- 劇場版 マクロスF 虚空歌姫〜イツワリノウタヒメ〜（女性オペレーター）

2010年
- 宇宙ショーへようこそ
- 劇場版 3D あたしンち 情熱のちょ〜超能力 母大暴走!（カップル女）
- 涼宮ハルヒの消失（大野木菜々夏）

2011年
- クレヨンしんちゃん 嵐を呼ぶ黄金のスパイ大作戦（女子大生）
- 劇場版 マクロスF 恋離飛翼〜サヨナラノツバサ〜（女性オペレーター）
- 手塚治虫のブッダ -赤い砂漠よ!美しく-

### OVA
- アンパンマンとはじめよう! ひらがなであそぼう（2006年、かきくけこちゃん）
- 舞-乙HiME 0〜S.ifr〜（2008年、女の子）
- XXXHOLiC 春夢記（2009年、旅館の女性B）
- 乃木坂春香の秘密 ふぃな〜れ♪（2012年、客）

### Webアニメ
- Candy☆Boy（2010年、女生徒A）

### ゲーム
2003年
- 薔薇ノ木ニ薔薇ノ花咲ク

2004年
- 幻想水滸伝IV（グレッチェン）
- 絶体絶命でんぢゃらすじーさん3〜果てしなき魔物語〜

2005年
- Rhapsodia（グレッチェン）

2007年
- マリオパーティ8（Mii）

2008年
- クレヨンしんちゃん 嵐を呼ぶ シネマランド カチンコガチンコ大活劇!
- ソニック ワールドアドベンチャー
- タイムホロウ 奪われた過去を求めて（一柳奈緒子）
- 乃木坂春香の秘密 こすぷれ、はじめました♥
- マクロスエースフロンティア（クレア・スタンフォード）
- マリオカートWii（Mii）

2009年
- アークライズファンタジア（エンジュ）
- SweetHoneyComing（七里由馬）
- ファイナルファンタジーXIII
- マクロスアルティメットフロンティア（クレア・スタンフォード）

2011年
- inFAMOUS 2（サラ）
- とある科学の超電磁砲（アツシ、モンスターペアレント）
- ファイナルファンタジー零式（フィールドボイス）
- マクロストライアングルフロンティア（クレア・スタンフォード）

2012年
- ジェネレーション オブ カオス6（ルーシー）

### ドラマCD
- 忍たま乱太郎 ドラマCD 体育委員会の段（時友四郎兵衛）
- FINAL FANTASY XIII Episode Zero -Promise- Story01 -ENCOUNTER-
- 料亭遊戯（雛乃）

### ラジオドラマ
- VOMIC スイッチガール!!（田宮リカ）
- VOMIC 悪魔とラブソング（中野亜由）

### 吹き替え

#### 映画
- Are We Done Yet?
- ある公爵夫人の生涯（ハリョー）
- アルファ・ドッグ 破滅へのカウントダウン（スーザン〈ドミニク・スウェイン〉）
- インストーラー（マノン〈メラニー・ティエリー〉）
- ヴィクトリア女王 世紀の愛（サザーランド公爵夫人）
- ウェス・クレイヴン's カースド（ブルック）
- ウォーク・ハード ロックへの階段
- ウォリスとエドワード 英国王冠をかけた恋（ウォリー・ウィンスロップ〈アビー・コーニッシュ〉）
- UV−プールサイド−（ビーチバレーの女）
- 映画は映画だ
- L project（ケイティ）
- エレジー（スーザン）
- 俺たちチアリーダー!（ジェニファー）
- 俺たちヒップホップ・ゴルファー（シャノン・ウィリアムズ〈タマラ・ジョーンズ〉）
- キャビン・フィーバー2（フレデリカ）
- 近距離恋愛（シャロン）
- 黒い家（ホンヨンの母）
- 恋するベーカリー（女性フロント係）
- 光州5・18（ミス・リー）
- 最後の愛人（エルマンガルド）
- 最高の人生（ソフィア〈キルスティン・ダンスト〉）
- サラエボの花
- 人生はビギナーズ（アナ〈メラニー・ロラン〉）
- ストリートレーサー（ローラ）
- バッド・バイオロジー 狂った性器ども（ティナ・クラウス）
- ダイアリー・オブ・ザ・デッド（フランシーン・シェーン〈ミーガン・パーク〉）
- ディファイアンス（アーロン・ビエルスキ〈ジョージ・マッケイ〉）
- 天安門、恋人たち（トントン）
- バタフライ・エフェクト2（グレース）
- ハングオーバー! 消えた花ムコと史上最悪の二日酔い（リサ）
- ファンボーイズ（ローグ・リーダー）
- プリティ・ライフ2 ヘイリー・ダフの学園天国
- レッド・ウォリアー（英語版）（少年ザイール）
- ロフト.（アン）
- ワルキューレ（息子1）

#### テレビドラマ
- ヴェロニカ・マーズ（リアン）
- ヴェロニカ・マーズ2（ハナ・グリティス〈ジェシー・シュラム〉）
- MI-5 英国機密諜報部
- カイルXY
- ゴースト 〜天国からのささやき
- ザ・ソプラノズ6 哀愁のマフィア
- CSI:10 科学捜査班（エミリー）
- CSI:ニューヨーク
- CSI:マイアミ
- 時空刑事1973 ライフ・オン・マーズ（ジョニ）
- スーパーナチュラル
- 太陽の女（チーフ）
- 秘密情報部トーチウッド
- プッシング・デイジー 恋するパイメーカー（ネッドの母/アナウンサー）
- プライミーバル（アビー・メイトランド〈ハンナ・スピアリット〉）
- 恋愛時代（ジンミョン）

#### アニメ
- オープン・シーズン2 ペット vs 野生のどうぶつたち（シュラピアノ夫人）
- スター・ウォーズ/クローン・ウォーズ（バリス・オフィー）
- ナルニア国物語 ライオンと魔女 (外画アニメ)（スーザン）

#### ドキュメンタリー
- 日曜洋画劇場 9.11アメリカ同時多発テロ 最後の真実

### ナレーション
- イープレイス
- 仰天人間バトシーラーTVCM
- シーズシネマズ
- 首相官邸HP ビデオでみる総理
- ズーラシア
- スプリングエステート
- 総合ハウジングサービス
- 太平洋フェリー
- ニッシン株主総会用
- 日本ランドシステム
- 横浜リバイバルプラン

### ボイスオーバー
- エスティローダー
- アプレンティス セレブたちのビジネス・バトル（ティファニー・ファロン）
- 輝く命（TX）
- サイエンスミステリー（CX）
- 地球ドラマティック ハンバーガー屋さんがトップシェフに
- 地球のセレナーデ
- TVのチカラSP
- マーサ・スチュワート